# 김민정 (컬링 선수)
김민정(1981년 6월 9일~)은 대한민국의 컬링 선수이다.